# Мебиус (лунный кратер)
Кратер Мебиус (лат. Möbius) — крупный ударный кратер в северном полушарии обратной стороны Луны. Название присвоено в честь немецкого математика, механика и астронома-теоретика Августа Фердинанда Мёбиуса (1790—1868); утверждено Международным астрономическим союзом в 1970 г.

## Описание кратера

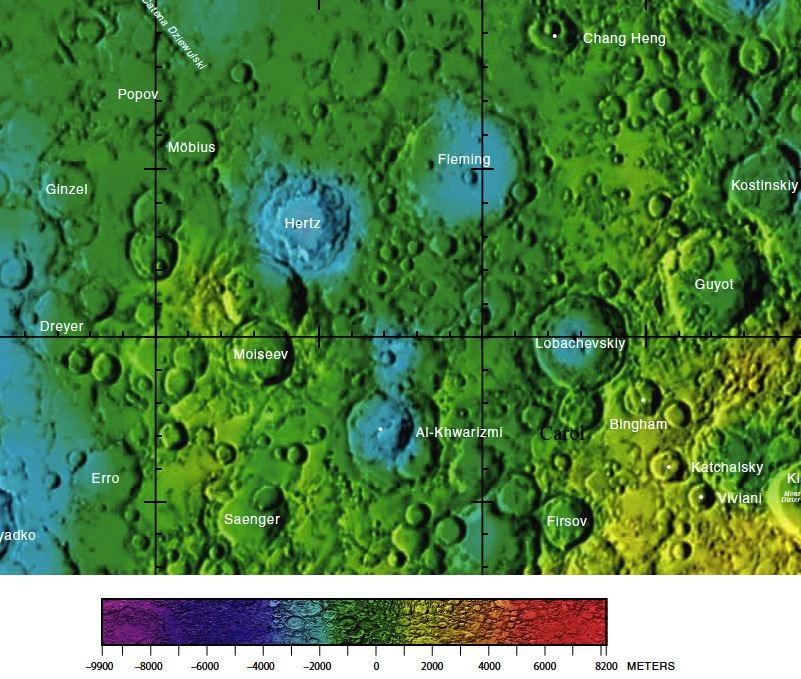
Окрестности кратера Мебиус. Фрагмент карты обратной стороны Луны.

Ближайшими соседями кратера Мебиус являются кратер Попов на северо-западе; кратер Герц на юго-востоке и кратер Гинцель на западе-юго-западе. На севере от кратера Мебиус находится цепочка кратеров Дзевульского; на юго-западе расположено Море Краевое. Селенографические координаты центра кратера 15°38′ с. ш. 101°08′ з. д. / 15,63° с. ш. 101,13° з. д., диаметр 49,0 км, глубина 2,3 км.
Кратер Мебиус имеет полигональную форму и значительно разрушен. Вал сглажен и перекрыт множеством кратеров различного размера, южная часть вала полностью разрушена. Дно чаши сравнительно ровное, отмечено множеством небольших кратеров и областями с высоким альбедо в юго-западной части.

## Сателлитные кратеры
Отсутствуют.

## См.также
- Список кратеров на Луне
- Лунный кратер
- Морфологический каталог кратеров Луны
- Планетная номенклатура
- Селенография
- Минералогия Луны
- Геология Луны
- Поздняя тяжёлая бомбардировка